# Cephalomanes bauerianum
Cephalomanes bauerianum là một loài dương xỉ trong họ Hymenophyllaceae. Loài này được P.S.Green mô tả khoa học đầu tiên năm 1993.
Danh pháp khoa học của loài này chưa được làm sáng tỏ. 